# UFC on ESPN: Tsarukyan vs. Gamrot
UFC on ESPN: Tsarukyan vs. Gamrot (también conocido como UFC on ESPN 38 y UFC Vegas 57) fue un evento de artes marciales mixtas producido por Ultimate Fighting Championship que tuvo lugar el 25 de junio de 2022 en las instalaciones del UFC Apex en Enterprise, Nevada, parte del área metropolitana de Las Vegas, Estados Unidos.

## Antecedentes
El combate de peso ligero entre Arman Tsarukyan y el ex Campeón de Peso Pluma y Peso Ligero de KSW Mateusz Gamrot encabezó el evento.
Un combate de peso mosca entre Tagir Ulanbekov y Tyson Nam tuvo lugar en el evento. Originalmente se esperaba que se enfrentaran un año antes en UFC on ESPN: The Korean Zombie vs. Ige, pero el enfrentamiento no tuvo lugar debido a una enfermedad no revelada de Ulanbekov.
Se esperaba que el ex aspirante al Campeonato de Peso Mosca de la UFC (también ganador del peso mosca de The Ultimate Fighter: Tournament of Champions) Tim Elliott se enfrentara a Amir Albazi en un combate de peso mosca. Sin embargo, Elliott se retiró a mediados de junio debido a lesiones en el ligamento cruzado anterior y en los meniscos. Albazi fue reprogramado contra Francisco Figueiredo en UFC 278.

## Premios de bonificación
Los siguientes luchadores recibieron bonificaciones de $50000 dólares.
- Pelea de la Noche: Mateusz Gamrot vs. Arman Tsarukyan
- Actuación de la Noche:  Shavkat Rakhmonov, Josh Parisian, y Thiago Moisés